# Osh (vùng)
Vùng Osh (tiếng Kyrgyz: Ош областы, tiếng Nga: Ошская область Oş oblusu/Osh oblusu, وش وبلاستى;) là một vùng của Kyrgyzstan. Thủ phủ đóng ở thành phố cùng tên Osh. Vùng này giáp các vùng (theo chiều kim đồng hồ): vùng Jalal-Abad, vùng Naryn, Tân Cương (Trung Quốc), Dushanbe, Gorno-Badakhshan (Tajikistan), tỉnh Batken và Andijon, Farg'ona (Uzbekistan).
Hầu hết dân số sống ở khu vực phía bắc bằng phẳng của tỉnh, bên rìa thung lũng Ferghana. Vùng đất dần dần trồi lên về phía nam tới đỉnh của dãy núi Alay, rơi xuống thung lũng Alay và vươn lên dãy Liên-Alai tạo thành biên giới với Tajikistan. Ở phía đông, vùng đất vươn lên dãy Ferghana gần như song song với biên giới Naryn. Khu vực này được thoát ra bởi Kara Darya chảy về phía tây bắc để nối với sông Naryn để tạo thành Syr Darya trong Thung lũng Ferghana.

## Các huyện
Vùng này được phần thành 7 huyện (theo ngược chiều kim đồng hồ).:
| Huyện      | Huyện lỵ      | Vị trí   |
| ---------- | ------------- | -------- |
| Uzgen      | Uzgen         | bắc      |
| Kara-Suu   | Kara-Suu      | bắc      |
| Aravan     | Aravan        | nam      |
| Nookat     | Eski-Nookat   | tây      |
| Chong-Alay | Daroot-Korgon | tây nam  |
| Alay       | Gul'cha       | đông nam |
| Kara-Kulja | Kara-Kulja    | đông     |